# Provinz Santa Catarina

Flagge der Provinz Santa Catarina

Lage der Provinz im Kaiserreich Brasilien 1822

Lage der Provinz im Kaiserreich Brasilien 1889

Die Provinz Santa Catarina, ehemals amtlich portugiesisch Província de Santa Catharina, war eine Provinz des Vereinigten Königreichs Portugal, Brasilien und der Algarven von 1821 bis 1822 sowie des Kaiserreichs Brasilien von 1822 bis 1889. Die Hauptstadt war Florianópolis, damals als Desterro bekannt.

## Geschichte
Die Provinz entstand aus dem vormaligen Kapitanat Santa Catarina. Territoriale Veränderungen ergaben sich bei der Ausgliederung der Provinz Paraná 1853 aus der Provinz São Paulo, an das Santa Catarina früher direkt angrenzte, und der Erweiterung des Territoriums nach Westen.
Im 19. Jahrhundert kamen zahlreiche Einwanderer in die Provinz, hauptsächlich Deutsche und Italiener.
Die Farrapen-Revolution weitete sich 1839 nach Santa Catarina aus, wo die kurzlebige Republik Juliana (portugiesisch República Juliana, amtlich República Catharinense Livre e Independente) ausgerufen wurde.
1889 erfolgte die Umwandlung der Provinz Santa Catarina in den Bundesstaat Santa Catarina.

## Verwaltungsgliederung
Bei dem Übergang von Kapitanat zur Provinz hatte Santa Catarina drei Siedlungen an der Küste und eine im Landesinneren, alle mit Dorfcharakter. Bei dem Übergang von Provinz zum Bundesstaat besaß die Provinz bereits 20 Munizipien: São Francisco do Sul, 1658; Laguna, 1676; Florianópolis, 1726; Lages, 1766; Porto Belo, 1832; Biguaçu, 1833; São José, 1833; Blumenau, 1850; Tijucas, 1858; Itajaí, 1860; Joinville, 1866; Curitibanos, 1869; Tubarão, 1870; Araquari, 1876; Araranguá, 1880; Brusque, 1881; Campos Novos, 1881; São Bento do Sul, 1883; Camboriú, 1884; São Joaquim, 1886.

## Geographische Karten

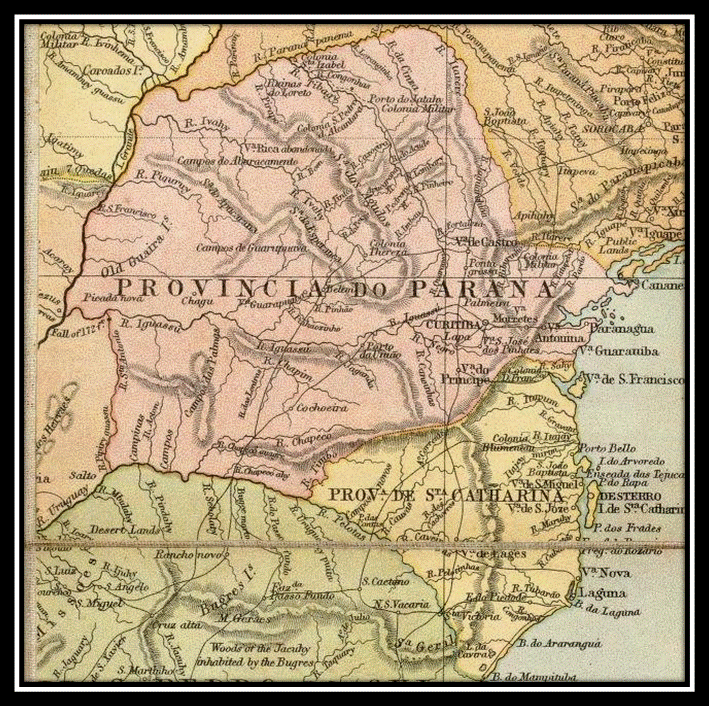
Territorium der Provinz Santa Catarina, 1866 (nach William Scully).
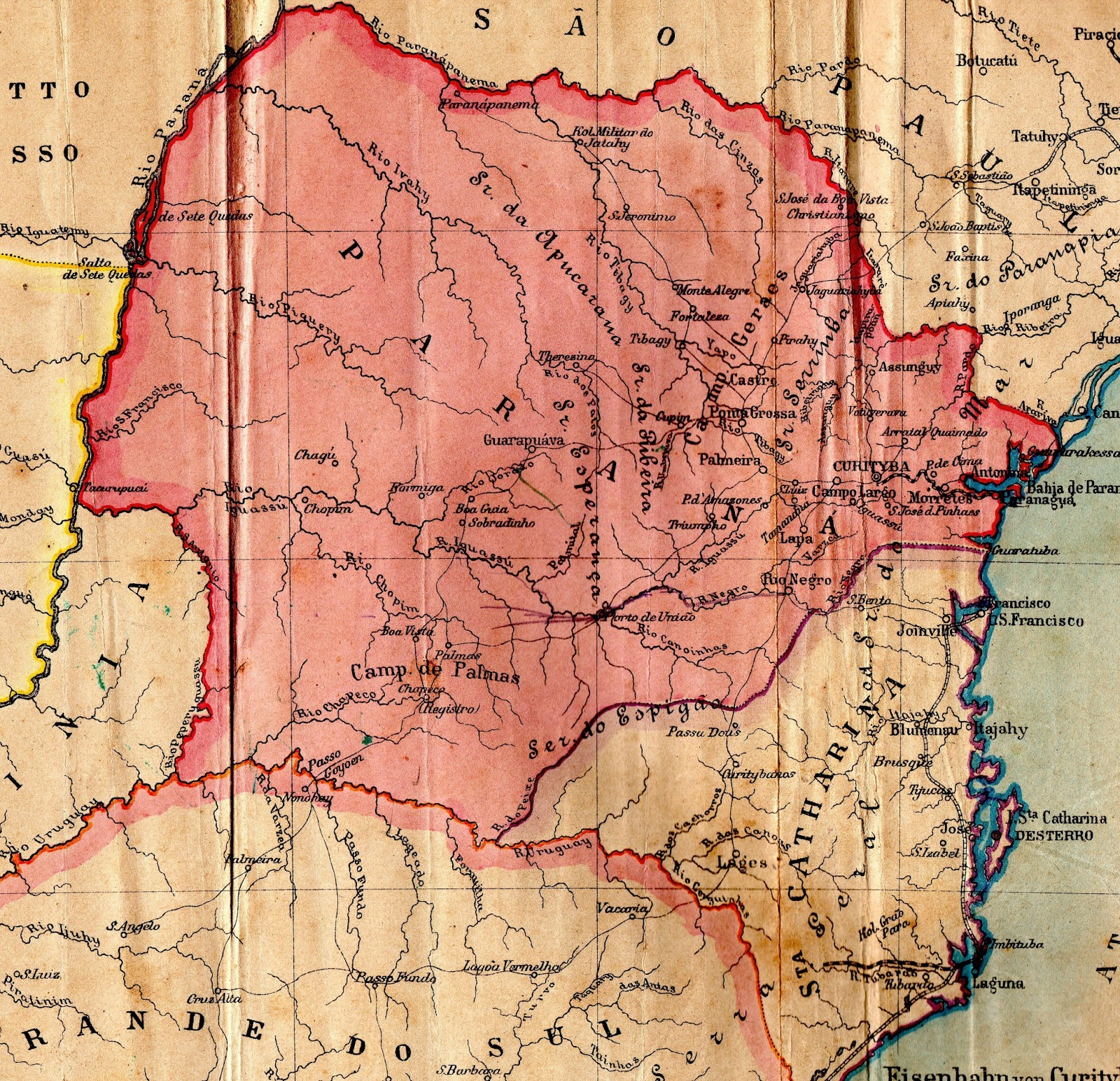
Provinz Santa Catarina, 1885, im Norden Grenzgebiet zur Provinz Paraná.

## Politik

### Exekutive
Mit Dekret vom 1. Oktober 1821 war für die Provinzen jeweils ein Provisorischer Regierungsrat (Juntas Provisorias do Governo) verordnet worden. Dieser war bei Santa Catarina vom 20. Mai 1822 bis 16. Februar 1824 amtierend. Erster Präsident der Provinz war João Antonio Rodrigues de Carvalho. Letzter Präsident war Luis Alves Leite de Oliveira Belo im Jahr 1889, danach wurde das Amt des Gouverneurs für die neuen Bundesstaaten geschaffen.
Insgesamt werden für die Zeit von 1822 bis 1889 39 Präsidenten der Provinz genannt, viele davon waren nur einige Wochen oder Monate im Amt, wenige hatten eine nachhaltige Wirkung für die Provinz.

### Legislative
Die Legislative lag laut der von Kaiser Peter I. 1824 bekannt gegebenen Verfassung bei einem Organ der Allgemeinen Räte (Conselhos Gerais). Erst durch einen Verfassungszusatz von 1834 konnten Provinziallandtage (Assembléias Legislativas Provinciais) gebildet werden. Die erste Legislaturperiode für Santa Catarina wurde am 1. März 1835 eröffnet. Viele Jahre hatte die Provinzversammlung, auch im Deutschen als Provinziallandtag bezeichnet, kein eigenes Versammlungsgebäude.

## Bevölkerungsentwicklung
| Jahr | Einwohner | Weiße, Freie | Sklaven | %  |
| ---- | --------- | ------------ | ------- | -- |
| 1821 | 30.076    |              |         |    |
| 1824 | 45.410    | 29.877       | 15.533  | 33 |
| 1831 | 51.458    | 39.470       | 11.988  | 23 |
| 1838 | 63.624    | 49.866       | 13.685  | 21 |
| 1839 | 65.638    | 51.576       | 14.062  | 21 |
| 1840 | 67.218    | 54.638       | 12.580  | 19 |
| 1841 | 70.454    |              |         |    |
| 1844 | 80.133    | 65.883       | 14.230  | 18 |
| 1847 | 81.500    |              |         |    |

| Jahr | Einwohner | Weiße, Freie | Sklaven | % |
| ---- | --------- | ------------ | ------- | - |
| 1872 | 159.802   |              |         |   |
| 1890 | 283.769   |              |         |   |

Santa Catarina hatte in der Zeit des Übergangs von Provinz zum Bundesstaat etwa 283 Tausend Einwohner, somit von 1822 bis 1889 in 67 Jahren des Bestehens einen Zuwachs von rund 250.000 Menschen.

## Deutsche Kolonien
| Ort                                                             | Jahr | Einwohner | katholisch | evangelisch |
| --------------------------------------------------------------- | ---- | --------- | ---------- | ----------- |
| Umgebung von Florianópolis                                      |      |           |            |             |
| São Pedro de Alcântara (Moseler, Eifeler, Hunsrücker)           | 1829 | 625       | 625        | –           |
| Vargem Grande (heute: Ortsteil von Florianópolis)               | 1836 | 44        | 44         | –           |
| Piedade                                                         | 1847 | 150       | 150        | –           |
| Santa Isabel                                                    | 1847 | 412       | 179        | 233         |
| Leopoldina (heute: Antônio Carlos)                              | 1853 | 38        | 38         | –           |
| Teresópolis                                                     | 1860 | 622       | 106        | 616         |
| Umgebung des Vale do Itajaí                                     |      |           |            |             |
| Dona Francisca (heute: Joinville)                               | 1852 | 394       | 10         | 384         |
| Blumenau                                                        | 1850 | 246       | 3          | 243         |
| Colônia Itajaí (heute: Itajaí)                                  | 1862 | 727       | 486        | 241         |
| São Bento do Sul (Böhmen, Bayern, Österreich, Preußen, Sachsen) | 1873 |           |            |             |